# RATP-Baureihe MI 09
Die RATP-Baureihe MI 09 bezeichnet fünfteilige doppelstöckige Elektrotriebwagen, die 2009 von der Régie autonome des transports Parisiens (RATP) bestellt wurden, um die Baureihe MI 84 auf der Linie A des Réseau express régional d’Île-de-France (RER) zu ersetzen. Die Bezeichnung MI steht für materiel d'interconnexion, also Durchbindungsmaterial, wobei sich die Durchbindung auf den durchgehenden Verkehr auf den unterschiedlich elektrifizierten Strecken von RATP und SNCF bezieht. Der erste Zug der Nullserie wurde 2010 für Testfahrten übernommen; der ursprünglich für Herbst 2011 vorgesehene Einsatz im Fahrgastbetrieb begann am 5. Dezember 2011. Im Juni 2012 löste die RATP eine Option auf zusätzliche Züge ein, die nun die Baureihe MS 61 ersetzten. Insgesamt wurden 140 Züge bestellt.

## Geschichte

### Politische Diskussion über die Überlastung des RER A

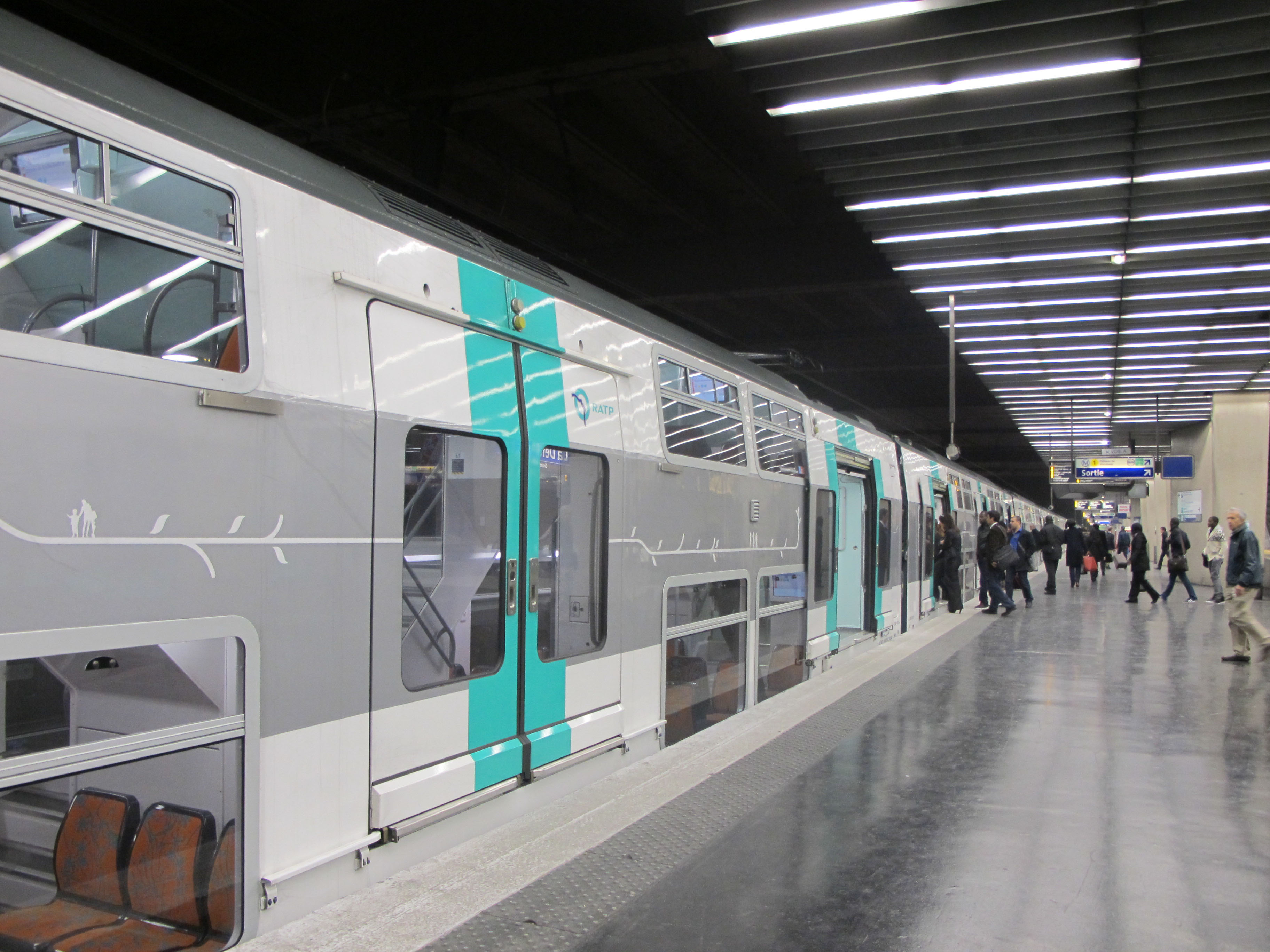
Ein Zug im Bahnhof La Défense.

Das Liniensystem RER A ist mit seinen täglich rund 1,2 Millionen Fahrgästen eine der weltweit meistgenutzten Bahnverbindungen. Die Züge sind häufig überfüllt und verspätet. Am 11. April 2008  präsentierte die RATP einen Plan zur Verbesserung der Pünktlichkeit, der neben kurzfristigen betrieblichen Maßnahmen mittelfristig auch die Anschaffung von neuen Doppelstockzügen vorsah.
Den Vorschlägen der RATP folgend forderten die Abgeordneten der UMP im Regionalrat der Île-de-France am 19. Mai 2008 den Präsidenten des Regionalrats Jean-Paul Huchon auf, die finanzielle Mittel bereitzustellen, die nötig seien, um die Probleme der Überlastung des RER A zu lösen. Der syndicat des transports d'Île-de-France (STIF) müsse die Pläne der RATP finanziell unterstützen, generell Doppelstockwagen einzusetzen.
Die Frage der Modernisierung des RER führte zu politischen Konflikten zwischen dem französischen Präsidenten Nicolas Sarkozy (UMP) und der Regionalregierung von Jean-Paul Huchon (PS). Am 20. Mai kündigte Sarkozy bei einer Rede zur Umweltpolitik in Orléans an, er werde nicht zulassen, dass „fruchtlose Opposition“ und die „politischen Querelen“ auf lokaler Ebene notwendige Investitionen verhinderten. Der französische Staat werde nötigenfalls die Führung in dieser Frage übernehmen. Huchon nannte die Ankündigung des Präsidenten ein „politisches Manöver“, der französische Staat sei schließlich „der einzige Aktionär der RATP“.
Am 27. Mai 2008 kündigte Sarkozy auf dem Radiosender RTL an, dass die RATP 250 bis 300 Millionen Euro für die Modernisierung des RER A, insbesondere die Anschaffung neuer Fahrzeuge, bereitstellen werde. Er forderte den STIF auf, „seinen Teil zu tun“ und die gleiche Summe bereitzustellen, damit die Modernisierungsarbeiten bald beginnen könnten, neue Fahrzeuge bestellt würden und sämtliche Fahrgäste in zwölf Jahren davon profitieren könnten. Huchon kündigte am selben Tag an: „Der STIF, die Gebietskörperschaften und die Region werden selbstverständlich ihre 50 % beitragen, so wie wir dies allgemein beim Nahverkehr tun.“
Diesen Ankündigungen folgend beauftragte der Verwaltungsrat der RATP am 27. Juni 2008 seinen Präsidenten Pierre Mongin, die nötigen Schritte einzuleiten, um den RER A durchgehend mit Doppelstockwagen zu betreiben und damit die Kapazität um insgesamt 30 % zu erhöhen. Für die Anschaffung von 30 Zügen wurden Kosten von 600 Millionen Euro eingeplant, die zu gleichen Teilen von RATP und STIF getragen werden sollten.

### Bestellung und Produktion

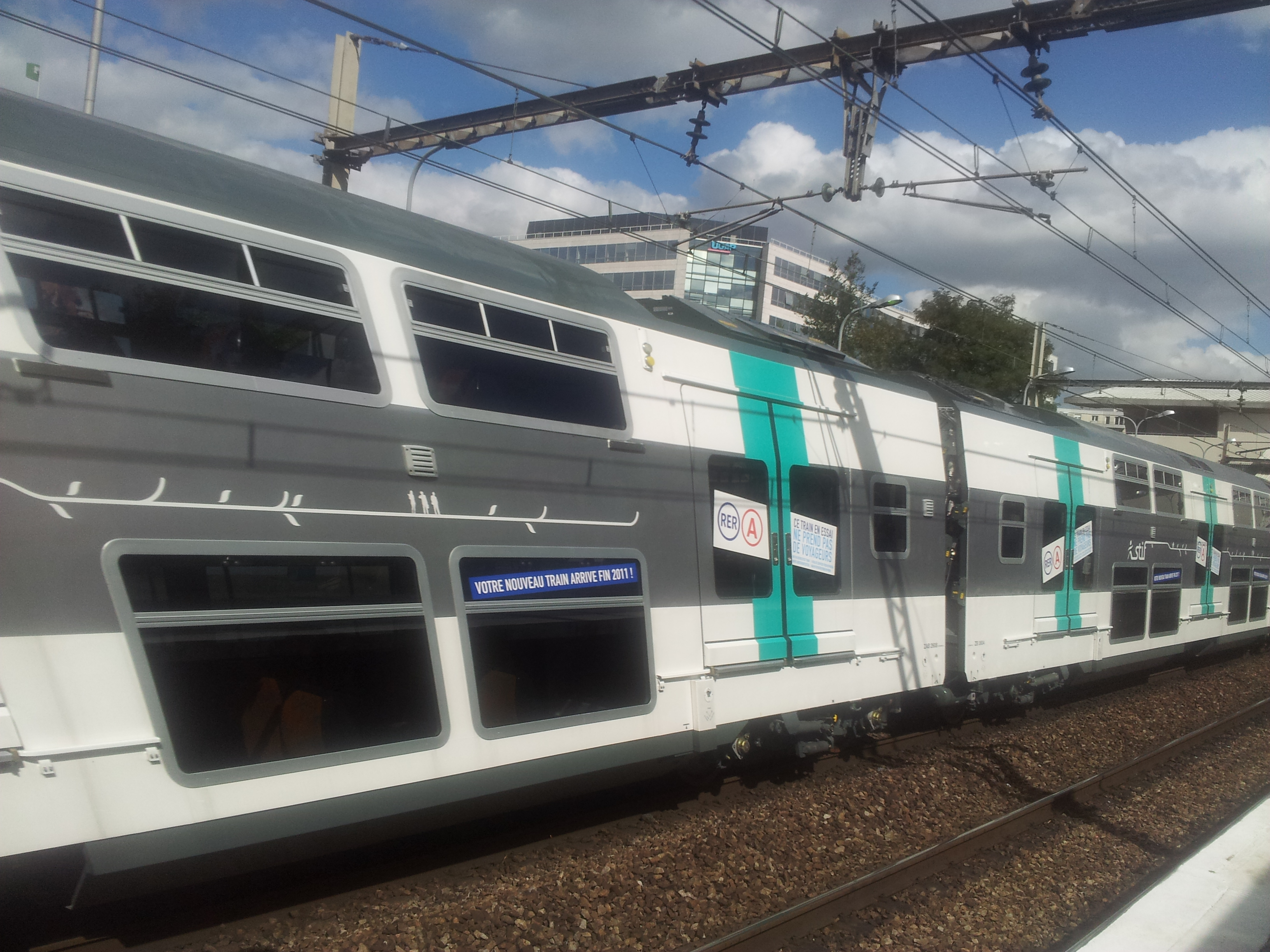
Testfahrten eines MI 09 im September 2011.

Am 8. April 2009 wurde die feste Bestellung von 60 Einheiten – ein Zug besteht aus einer (Kurzzug) oder zwei Einheiten (Langzug) – für 917 Millionen Euro, von denen 30 % durch den STIF getragen wurden, bekanntgegeben. Der erste Zug sollte Ende 2010 ausgeliefert werden, und ab Mitte 2011 sollte jeden Monat ein Zug in den Fahrgastverkehr kommen. Der Vertrag enthielt auch eine Option auf 104 weitere Einheiten und hatte damit insgesamt ein Volumen von 2,5 Milliarden Euro. Letztlich sollte die Kapazität der Linie A damit um 30 % gesteigert werden.
Den Zuschlag erhielt ein Konsortium aus Alstom und Bombardier, das bereits die Züge vom Typ MI 2N Altéo gebaut hatte. Alstom hatte einen Anteil von ca. 70 % am Wert der Bestellung, was 640 Millionen Euro entspricht.
An der Herstellung der Züge waren zahlreiche Alstom-Fabriken in Frankreich beteiligt: Valenciennes, Le Creusot (Drehgestelle), Ornans (Antrieb), Tarbes und Villeurbanne. Die Montage der Endwagen erfolgte in Valenciennes, die der Mittelwagen in der Fabrik von Bombardier in Crespin (Nord).
Die Auslieferung des ersten MI 09 erfolgte Ende 2010, im Januar 2011 wurde er im Beisein von Huchon der Öffentlichkeit vorgestellt. Der erste Einsatz im Fahrgastverkehr folgte am 5. Dezember 2011 im Beisein von Staatspräsident Sarkozy.

### Eingelöste Optionen
Ende Juni 2012 löste die RATP einen Teil der Option ein und bestellte 70 weitere Zugeinheiten. Diese sollen die einstöckigen Züge der Reihe MS 61 ersetzen, von denen die ersten schon 1967 zum Einsatz gekommen waren. Eine Bestellung von 10 Zügen zusätzlich wurde im Januar 2015 vom STIF genehmigt. Die Auslieferung der insgesamt 140 Züge, alle für den RER A vorgesehen, war 2017 abgeschlossen.

## Einsatz
Die Einheiten der Baureihe MI 09 werden ausschließlich auf dem RER A eingesetzt, wo sie auf den Strecken von RATP und SNCF, die mit unterschiedlichen Fahrleitungsspannungen versorgt werden, gleichermaßen einsetzbar sind. Hier bedienen sie vor allem die Verbindungen von Marne-la-Vallée - Chessy im Osten zu den westlichen Endpunkten Cergy-le-Haut und Poissy. Vereinzelt kommt es auch zu Einsätzen auf den anderen Streckenästen.

## Fahrzeugkonzept
Die Züge der Baureihe MI 09 bestehen aus fünf Wagen und können in Doppeltraktion eingesetzt werden. Jeder Wagen verfügt über drei besonders breite Türen (2 Meter) pro Seite, um einen schnellen Fahrgastwechsel zu ermöglichen. Damit sind die gleichen Haltezeiten in den Bahnhöfen wie bei der Vorgängerbauart MI 84 möglich, obwohl durch die doppelstöckigen Bereiche zwischen den Türen bis zu 55 % mehr Fahrgäste befördert werden können: 2600 Fahrgäste (davon 948 auf Sitzplätzen) gegenüber 1684 (davon 432 auf Sitzplätzen).
Die Züge sind mit dem System des RER A zur Führerstandssignalisierung système d’aide à la conduite, à l’exploitation et à la maintenance (System zur Hilfe bei Steuerung, Betrieb und Wartung) ausgerüstet, das auf der Stammstrecke zwischen den Bahnhöfen Nanterre-Préfecture und Vincennes eine dichte Zugfolge ermöglicht. Die Züge basieren auf der älteren Doppelstockbaureihe MI 2N Altéo und sind mit ihr kuppel- und vielfachsteuerbar.
Die Einheiten sind wegen der mit unterschiedlichen Spannungen versorgten Strecke zweisystemfähig für 1,5 kV Gleich- und 25 kV Wechselspannung.
Die Fahrgasträume der Züge sind videoüberwacht und mit 19-Zoll-LCD-Bildschirmen ausgestattet, welche die Fahrgäste über den Zuglauf, den nächsten Halt und die Anschlüsse informieren. Die Züge verfügen weiterhin über eine ventilation refrigérée (gekühlte Belüftung), jedoch keine vollwertige Klimaanlage.

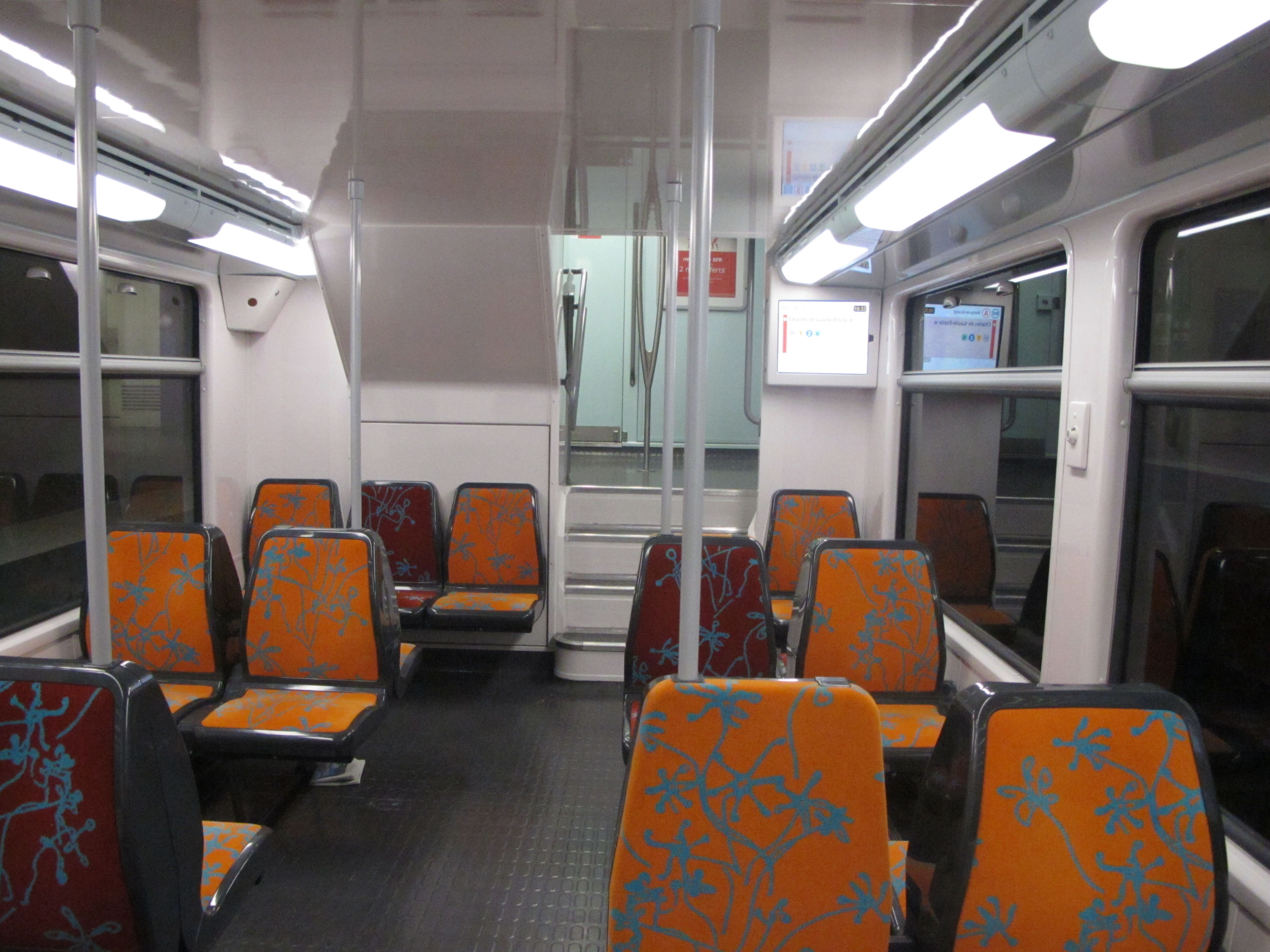
Fahrgastraum im Unterstock
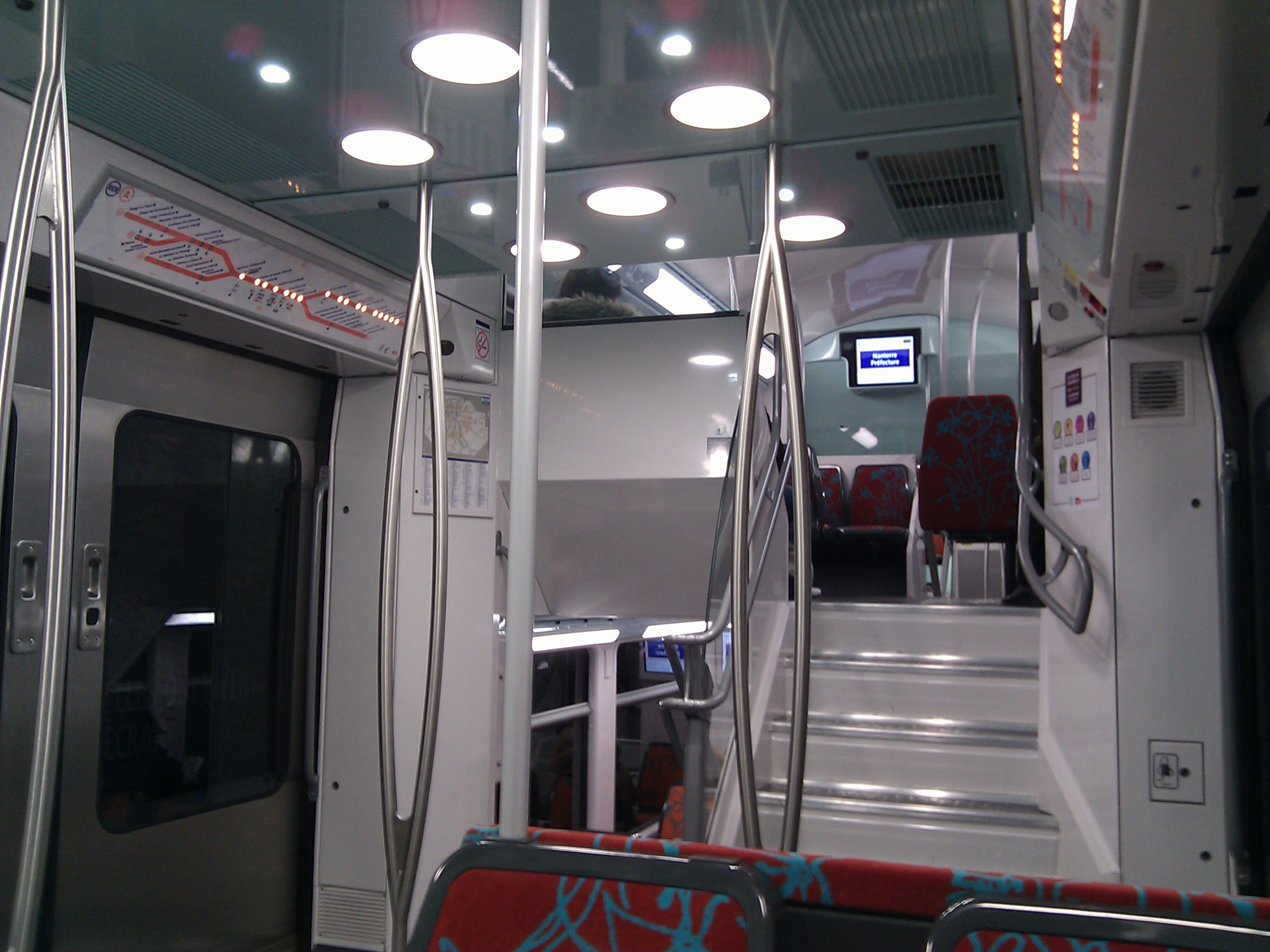
Einstiegsraum
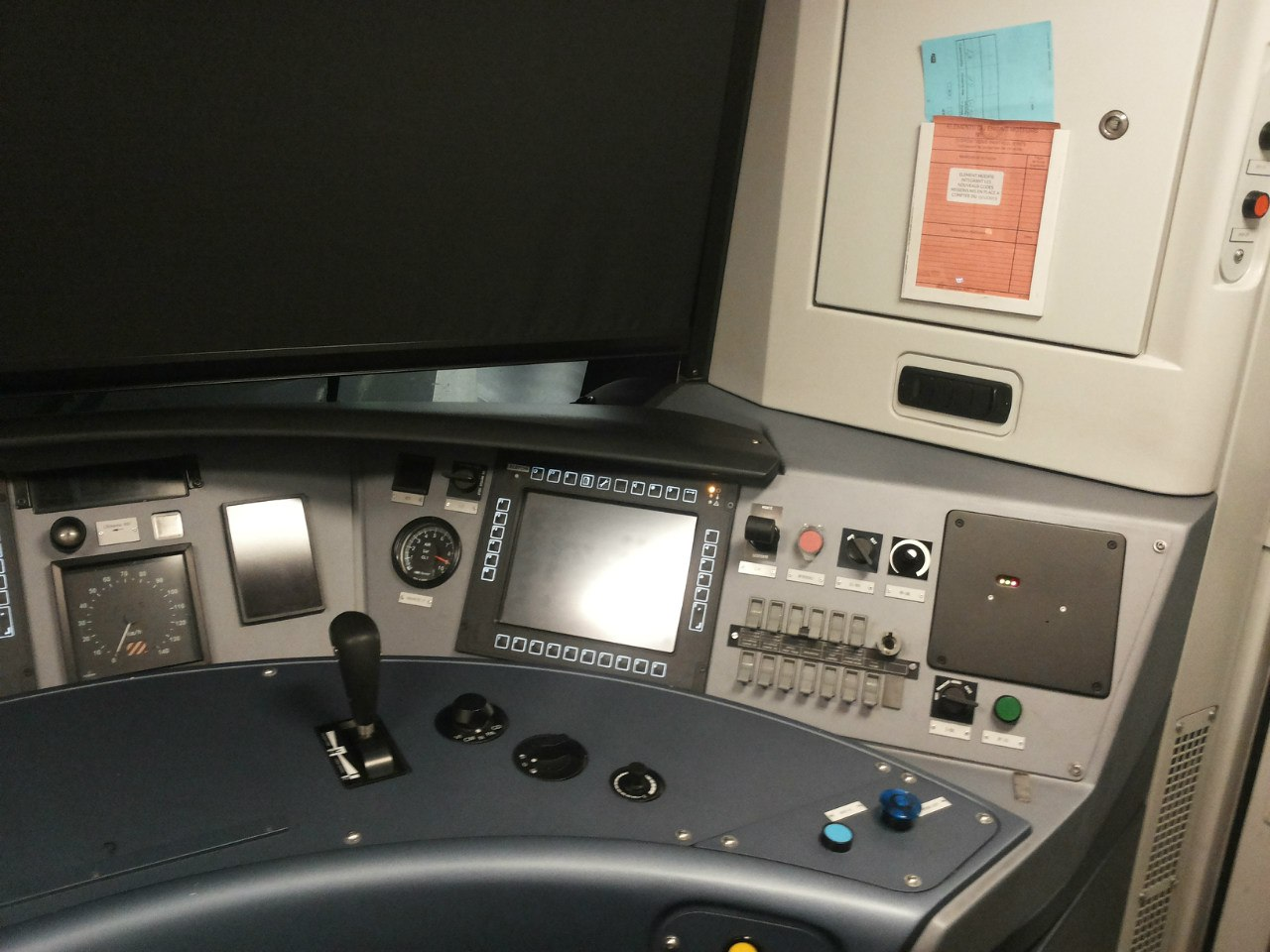
Führerstand
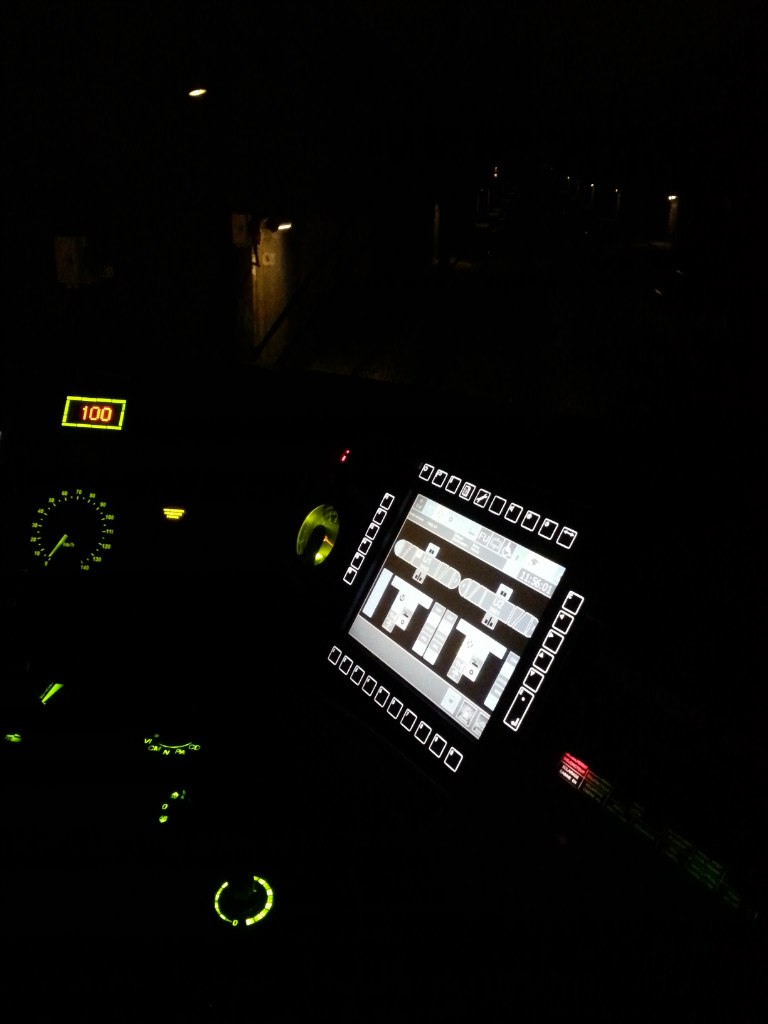
Detailaufnahme aus dem Führerstand mit aktivem Zugbeeinflussungssystem SACEM.

### Züge
| Zug       | Komposition                                       | Inbetriebsetzung | Lackierung | Name |
| --------- | ------------------------------------------------- | ---------------- | ---------- | ---- |
| 1601/02   | ZRBx 1601, ZBx 2601, ZB 3601, ZAB 2602, ZRBx 1602 | Mai 2013         | STIF/RATP  | /    |
| 1603/04   | ZRBx 1603, ZBx 2603, ZB 3602, ZAB 2604, ZRBx 1604 | Februar 2013     | STIF/RATP  | /    |
| 1605/06   | ZRBx 1605, ZBx 2605, ZB 3603, ZAB 2606, ZRBx 1606 | August 2013      | STIF/RATP  | /    |
| 1607/08   | ZRBx 1607, ZBx 2607, ZB 3604, ZAB 2608, ZRBx 1608 | Dezember 2011    | STIF/RATP  | /    |
| 1609/10   | ZRBx 1609, ZBx 2609, ZB 3605, ZAB 2610, ZRBx 1610 | Dezember 2011    | STIF/RATP  | /    |
| 1611/12   | ZRBx 1611, ZBx 2611, ZB 3606, ZAB 2612, ZRBx 1612 | Dezember 2011    | STIF/RATP  | /    |
| 1613/14   | ZRBx 1613, ZBx 2613, ZB 3607, ZAB 2614, ZRBx 1614 | Dezember 2011    | STIF/RATP  | /    |
| 1615/16   | ZRBx 1615, ZBx 2615, ZB 3608, ZAB 2616, ZRBx 1616 | Dezember 2011    | STIF/RATP  | /    |
| 1617/18   | ZRBx 1617, ZBx 2617, ZB 3609, ZAB 2618, ZRBx 1618 | Dezember 2011    | STIF/RATP  | /    |
| 1619/20   | ZRBx 1619, ZBx 2619, ZB 3610, ZAB 2620, ZRBx 1620 | Dezember 2011    | STIF/RATP  | /    |
| 1621/22   | ZRBx 1621, ZBx 2621, ZB 3611, ZAB 2622, ZRBx 1622 | Dezember 2011    | STIF/RATP  | /    |
| 1623/24   | ZRBx 1623, ZBx 2623, ZB 3612, ZAB 2624, ZRBx 1624 | Januar 2012      | STIF/RATP  | /    |
| 1625/26   | ZRBx 1625, ZBx 2625, ZB 3613, ZAB 2626, ZRBx 1626 | Januar 2012      | STIF/RATP  | /    |
| 1627/28   | ZRBx 1627, ZBx 2627, ZB 3614, ZAB 2628, ZRBx 1628 | Februar 2012     | STIF/RATP  | /    |
| 1629/30   | ZRBx 1629, ZBx 2629, ZB 3615, ZAB 2630, ZRBx 1630 | Februar 2012     | STIF/RATP  | /    |
| 1631/32   | ZRBx 1631, ZBx 2631, ZB 3616, ZAB 2632, ZRBx 1632 | März 2012        | STIF/RATP  | /    |
| 1633/34   | ZRBx 1633, ZBx 2633, ZB 3617, ZAB 2634, ZRBx 1634 | März 2012        | STIF/RATP  | /    |
| 1635/36   | ZRBx 1635, ZBx 2635, ZB 3618, ZAB 2636, ZRBx 1636 | März 2012        | STIF/RATP  | /    |
| 1637/38   | ZRBx 1637, ZBx 2637, ZB 3619, ZAB 2638, ZRBx 1638 | April 2012       | STIF/RATP  | /    |
| 1639/40   | ZRBx 1639, ZBx 2639, ZB 3620, ZAB 2640, ZRBx 1640 | Mai 2012         | STIF/RATP  | /    |
| 1641/42   | ZRBx 1641, ZBx 2641, ZB 3621, ZAB 2642, ZRBx 1642 | Mai 2012         | STIF/RATP  | /    |
| 1643/44   | ZRBx 1643, ZBx 2643, ZB 3622, ZAB 2644, ZRBx 1644 | Juni 2012        | STIF/RATP  | /    |
| 1645/46   | ZRBx 1645, ZBx 2645, ZB 3623, ZAB 2646, ZRBx 1646 | Juni 2012        | STIF/RATP  | /    |
| 1647/48   | ZRBx 1647, ZBx 2647, ZB 3624, ZAB 2648, ZRBx 1648 | Juli 2012        | STIF/RATP  | /    |
| 1649/50   | ZRBx 1649, ZBx 2649, ZB 3625, ZAB 2650, ZRBx 1650 | Juli 2012        | STIF/RATP  | /    |
| 1651/52   | ZRBx 1651, ZBx 2651, ZB 3626, ZAB 2652, ZRBx 1652 | August 2012      | STIF/RATP  | /    |
| 1653/54   | ZRBx 1653, ZBx 2653, ZB 3627, ZAB 2654, ZRBx 1654 | August 2012      | STIF/RATP  | /    |
| 1655/56   | ZRBx 1655, ZBx 2655, ZB 3628, ZAB 2656, ZRBx 1656 | September 2012   | STIF/RATP  | /    |
| 1657/58   | ZRBx 1657, ZBx 2657, ZB 3629, ZAB 2658, ZRBx 1658 | September 2012   | STIF/RATP  | /    |
| 1659/60   | ZRBx 1659, ZBx 2659, ZB 3630, ZAB 2660, ZRBx 1660 | September 2012   | STIF/RATP  | /    |
| 1661/62   | ZRBx 1661, ZBx 2661, ZB 3631, ZAB 2662, ZRBx 1662 | Oktober 2012     | STIF/RATP  | /    |
| 1663/64   | ZRBx 1663, ZBx 2663, ZB 3632, ZAB 2664, ZRBx 1664 | November 2012    | STIF/RATP  | /    |
| 1665/66   | ZRBx 1665, ZBx 2665, ZB 3633, ZAB 2666, ZRBx 1666 | November 2012    | STIF/RATP  | /    |
| 1667/68   | ZRBx 1667, ZBx 2667, ZB 3634, ZAB 2668, ZRBx 1668 | Dezember 2012    | STIF/RATP  | /    |
| 1669/70   | ZRBx 1669, ZBx 2669, ZB 3635, ZAB 2670, ZRBx 1670 | Dezember 2012    | STIF/RATP  | /    |
| 1671/72   | ZRBx 1671, ZBx 2671, ZB 3636, ZAB 2672, ZRBx 1672 | Januar 2013      | STIF/RATP  | /    |
| 1673/74   | ZRBx 1673, ZBx 2673, ZB 3637, ZAB 2674, ZRBx 1674 | Januar 2013      | STIF/RATP  | /    |
| 1675/76   | ZRBx 1675, ZBx 2675, ZB 3638, ZAB 2676, ZRBx 1676 | Januar 2013      | STIF/RATP  | /    |
| 1677/78   | ZRBx 1677, ZBx 2677, ZB 3639, ZAB 2678, ZRBx 1678 | Februar 2013     | STIF/RATP  | /    |
| 1679/80   | ZRBx 1679, ZBx 2679, ZB 3640, ZAB 2680, ZRBx 1680 | März 2013        | STIF/RATP  | /    |
| 1681/82   | ZRBx 1681, ZBx 2681, ZB 3641, ZAB 2682, ZRBx 1682 | März 2013        | STIF/RATP  | /    |
| 1683/84   | ZRBx 1683, ZBx 2683, ZB 3642, ZAB 2684, ZRBx 1684 | April 2013       | STIF/RATP  | /    |
| 1685/86   | ZRBx 1685, ZBx 2685, ZB 3643, ZAB 2686, ZRBx 1686 | April 2013       | STIF/RATP  | /    |
| 1687/88   | ZRBx 1687, ZBx 2687, ZB 3644, ZAB 2688, ZRBx 1688 | Mai 2013         | STIF/RATP  | /    |
| 1689/90   | ZRBx 1689, ZBx 2689, ZB 3645, ZAB 2690, ZRBx 1690 | Juni 2013        | STIF/RATP  | /    |
| 1691/92   | ZRBx 1691, ZBx 2691, ZB 3646, ZAB 2692, ZRBx 1692 | Juni 2013        | STIF/RATP  | /    |
| 1693/94   | ZRBx 1693, ZBx 2693, ZB 3647, ZAB 2694, ZRBx 1694 | Juli 2013        | STIF/RATP  | /    |
| 1695/96   | ZRBx 1695, ZBx 2695, ZB 3648, ZAB 2696, ZRBx 1696 | Juli 2013        | STIF/RATP  | /    |
| 1697/98   | ZRBx 1697, ZBx 2697, ZB 3649, ZAB 2698, ZRBx 1698 | Juli 2013        | STIF/RATP  | /    |
| 1699/1700 | ZRBx 1699, ZBx 2699, ZB 3650, ZAB 2700, ZRBx 1700 | August 2013      | STIF/RATP  | /    |
| 1701/02   | ZRBx 1701, ZBx 2701, ZB 3651, ZAB 2702, ZRBx 1702 | September 2013   | STIF/RATP  | /    |
| 1703/04   | ZRBx 1703, ZBx 2703, ZB 3652, ZAB 2704, ZRBx 1704 | September 2013   | STIF/RATP  | /    |
| 1705/06   | ZRBx 1705, ZBx 2705, ZB 3653, ZAB 2706, ZRBx 1706 | Oktober 2013     | STIF/RATP  | /    |
| 1707/08   | ZRBx 1707, ZBx 2707, ZB 3654, ZAB 2708, ZRBx 1708 | Oktober 2013     | STIF/RATP  | /    |
| 1709/10   | ZRBx 1709, ZBx 2709, ZB 3655, ZAB 2710, ZRBx 1710 | November 2013    | STIF/RATP  | /    |
| 1711/12   | ZRBx 1711, ZBx 2711, ZB 3656, ZAB 2712, ZRBx 1712 | November 2013    | STIF/RATP  | /    |
| 1713/14   | ZRBx 1713, ZBx 2713, ZB 3657, ZAB 2714, ZRBx 1714 | Dezember 2013    | STIF/RATP  | /    |
| 1715/16   | ZRBx 1715, ZBx 2715, ZB 3658, ZAB 2716, ZRBx 1716 | Dezember 2013    | STIF/RATP  | /    |
| 1717/18   | ZRBx 1717, ZBx 2717, ZB 3659, ZAB 2718, ZRBx 1718 | Januar 2014      | STIF/RATP  | /    |
| 1719/20   | ZRBx 1719, ZBx 2719, ZB 3660, ZAB 2720, ZRBx 1720 | Januar 2014      | STIF/RATP  | /    |
| 1721/22   | ZRBx 1721, ZBx 2721, ZB 3661, ZAB 2722, ZRBx 1722 | Mai 2014         | STIF/RATP  | /    |
| 1723/24   | ZRBx 1723, ZBx 2723, ZB 3662, ZAB 2724, ZRBx 1724 | Februar 2014     | STIF/RATP  | /    |
| 1725/26   | ZRBx 1725, ZBx 2725, ZB 3663, ZAB 2726, ZRBx 1726 | Februar 2014     | STIF/RATP  | /    |
| 1727/28   | ZRBx 1727, ZBx 2727, ZB 3664, ZAB 2728, ZRBx 1728 | März 2014        | STIF/RATP  | /    |
| 1729/30   | ZRBx 1729, ZBx 2729, ZB 3665, ZAB 2730, ZRBx 1730 | März 2014        | STIF/RATP  | /    |
| 1731/32   | ZRBx 1731, ZBx 2731, ZB 3666, ZAB 2732, ZRBx 1732 | April 2014       | STIF/RATP  | /    |
| 1733/34   | ZRBx 1733, ZBx 2733, ZB 3667, ZAB 2734, ZRBx 1734 | April 2014       | STIF/RATP  | /    |
| 1735/36   | ZRBx 1735, ZBx 2735, ZB 3668, ZAB 2736, ZRBx 1736 | Mai 2014         | STIF/RATP  | /    |
| 1737/38   | ZRBx 1737, ZBx 2737, ZB 3669, ZAB 2738, ZRBx 1738 | Juni 2014        | STIF/RATP  | /    |
| 1739/40   | ZRBx 1739, ZBx 2739, ZB 3670, ZAB 2740, ZRBx 1740 | Juli 2014        | STIF/RATP  | /    |
| 1741/42   | ZRBx 1741, ZBx 2741, ZB 3671, ZAB 2742, ZRBx 1742 | Juli 2014        | STIF/RATP  | /    |
| 1743/44   | ZRBx 1743, ZBx 2743, ZB 3672, ZAB 2744, ZRBx 1744 | Juli 2014        | STIF/RATP  | /    |
| 1745/46   | ZRBx 1745, ZBx 2745, ZB 3673, ZAB 2746, ZRBx 1746 | August 2014      | STIF/RATP  | /    |
| 1747/48   | ZRBx 1747, ZBx 2747, ZB 3674, ZAB 2748, ZRBx 1748 | August 2014      | STIF/RATP  | /    |
| 1749/50   | ZRBx 1749, ZBx 2749, ZB 3675, ZAB 2750, ZRBx 1750 | September 2014   | STIF/RATP  | /    |
| 1751/52   | ZRBx 1751, ZBx 2751, ZB 3676, ZAB 2752, ZRBx 1752 | Oktober 2014     | STIF/RATP  | /    |
| 1753/54   | ZRBx 1753, ZBx 2753, ZB 3677, ZAB 2754, ZRBx 1754 | Oktober 2014     | STIF/RATP  | /    |
| 1755/56   | ZRBx 1755, ZBx 2755, ZB 3678, ZAB 2756, ZRBx 1756 | Oktober 2014     | STIF/RATP  | /    |
| 1757/58   | ZRBx 1757, ZBx 2757, ZB 3679, ZAB 2758, ZRBx 1758 | November 2014    | STIF/RATP  | /    |
| 1759/60   | ZRBx 1759, ZBx 2759, ZB 3680, ZAB 2760, ZRBx 1760 | November 2014    | STIF/RATP  | /    |
| 1761/62   | ZRBx 1761, ZBx 2761, ZB 3681, ZAB 2762, ZRBx 1762 | Dezember 2014    | STIF/RATP  | /    |
| 1763/64   | ZRBx 1763, ZBx 2763, ZB 3682, ZAB 2764, ZRBx 1764 | Dezember 2014    | STIF/RATP  | /    |
| 1765/66   | ZRBx 1765, ZBx 2765, ZB 3683, ZAB 2766, ZRBx 1766 | Januar 2015      | STIF/RATP  | /    |
| 1767/68   | ZRBx 1767, ZBx 2767, ZB 3684, ZAB 2768, ZRBx 1768 | Januar 2015      | STIF/RATP  | /    |
| 1769/70   | ZRBx 1769, ZBx 2769, ZB 3685, ZAB 2770, ZRBx 1770 | Februar 2015     | STIF/RATP  | /    |
| 1771/72   | ZRBx 1771, ZBx 2771, ZB 3686, ZAB 2772, ZRBx 1772 | Februar 2015     | STIF/RATP  | /    |
| 1773/74   | ZRBx 1773, ZBx 2773, ZB 3687, ZAB 2774, ZRBx 1774 | März 2015        | STIF/RATP  | /    |
| 1775/76   | ZRBx 1775, ZBx 2775, ZB 3688, ZAB 2776, ZRBx 1776 | März 2015        | STIF/RATP  | /    |
| 1777/78   | ZRBx 1777, ZBx 2777, ZB 3689, ZAB 2778, ZRBx 1778 | April 2015       | STIF/RATP  | /    |
| 1779/80   | ZRBx 1779, ZBx 2779, ZB 3690, ZAB 2780, ZRBx 1780 | April 2015       | STIF/RATP  | /    |
| 1781/82   | ZRBx 1781, ZBx 2781, ZB 3691, ZAB 2782, ZRBx 1782 | Mai 2015         | STIF/RATP  | /    |
| 1783/84   | ZRBx 1783, ZBx 2783, ZB 3692, ZAB 2784, ZRBx 1784 | Mai 2015         | STIF/RATP  | /    |
| 1785/86   | ZRBx 1785, ZBx 2785, ZB 3693, ZAB 2786, ZRBx 1786 | Juni 2015        | STIF/RATP  | /    |
| 1787/88   | ZRBx 1787, ZBx 2787, ZB 3694, ZAB 2788, ZRBx 1788 | Juni 2015        | STIF/RATP  | /    |
| 1789/90   | ZRBx 1789, ZBx 2789, ZB 3695, ZAB 2790, ZRBx 1790 | Juni 2015        | STIF/RATP  | /    |
| 1791/92   | ZRBx 1791, ZBx 2791, ZB 3696, ZAB 2792, ZRBx 1792 | Juni 2015        | STIF/RATP  | /    |
| 1793/94   | ZRBx 1793, ZBx 2793, ZB 3697, ZAB 2794, ZRBx 1794 | Juli 2015        | STIF/RATP  | /    |
| 1795/96   | ZRBx 1795, ZBx 2795, ZB 3698, ZAB 2796, ZRBx 1796 | Juli 2015        | STIF/RATP  | /    |
| 1797/98   | ZRBx 1797, ZBx 2797, ZB 3699, ZAB 2798, ZRBx 1798 | August 2015      | STIF/RATP  | /    |
| 1799/1800 | ZRBx 1799, ZBx 2799, ZB 3700, ZAB 2800, ZRBx 1800 | September 2015   | STIF/RATP  | /    |
| 1801/02   | ZRBx 1801, ZBx 2801, ZB 3701, ZAB 2802, ZRBx 1802 | Oktober 2015     | STIF/RATP  | /    |
| 1803/04   | ZRBx 1803, ZBx 2803, ZB 3702, ZAB 2804, ZRBx 1804 | Oktober 2015     | STIF/RATP  | /    |
| 1805/06   | ZRBx 1805, ZBx 2805, ZB 3703, ZAB 2806, ZRBx 1806 | November 2015    | STIF/RATP  | /    |
| 1807/08   | ZRBx 1807, ZBx 2807, ZB 3704, ZAB 2808, ZRBx 1808 | November 2015    | STIF/RATP  | /    |
| 1809/10   | ZRBx 1809, ZBx 2809, ZB 3705, ZAB 2810, ZRBx 1810 | November 2015    | STIF/RATP  | /    |
| 1811/12   | ZRBx 1811, ZBx 2811, ZB 3706, ZAB 2812, ZRBx 1812 | Dezember 2015    | STIF/RATP  | /    |
| 1813/14   | ZRBx 1813, ZBx 2813, ZB 3707, ZAB 2814, ZRBx 1814 | Dezember 2015    | STIF/RATP  | /    |
| 1815/16   | ZRBx 1815, ZBx 2815, ZB 3708, ZAB 2816, ZRBx 1816 | Januar 2016      | STIF/RATP  | /    |
| 1817/18   | ZRBx 1817, ZBx 2817, ZB 3709, ZAB 2818, ZRBx 1818 | Januar 2016      | STIF/RATP  | /    |
| 1819/20   | ZRBx 1819, ZBx 2819, ZB 3710, ZAB 2820, ZRBx 1820 | Februar 2016     | STIF/RATP  | /    |
| 1821/22   | ZRBx 1821, ZBx 2821, ZB 3711, ZAB 2822, ZRBx 1822 | Februar 2016     | STIF/RATP  | /    |
| 1823/24   | ZRBx 1823, ZBx 2823, ZB 3712, ZAB 2824, ZRBx 1824 | März 2016        | STIF/RATP  | /    |
| 1825/26   | ZRBx 1825, ZBx 2825, ZB 3713, ZAB 2826, ZRBx 1826 | März 2016        | STIF/RATP  | /    |
| 1827/28   | ZRBx 1827, ZBx 2827, ZB 3714, ZAB 2828, ZRBx 1828 | April 2016       | STIF/RATP  | /    |
| 1829/30   | ZRBx 1829, ZBx 2829, ZB 3715, ZAB 2830, ZRBx 1830 | April 2016       | STIF/RATP  | /    |
| 1831/32   | ZRBx 1831, ZBx 2831, ZB 3716, ZAB 2832, ZRBx 1832 | Mai 2016         | STIF/RATP  | /    |
| 1833/34   | ZRBx 1833, ZBx 2833, ZB 3717, ZAB 2834, ZRBx 1834 | Mai 2016         | STIF/RATP  | /    |
| 1835/36   | ZRBx 1835, ZBx 2835, ZB 3718, ZAB 2836, ZRBx 1836 | Juni 2016        | STIF/RATP  | /    |
| 1837/38   | ZRBx 1837, ZBx 2837, ZB 3719, ZAB 2838, ZRBx 1838 | Juni 2016        | STIF/RATP  | /    |
| 1839/40   | ZRBx 1839, ZBx 2839, ZB 3720, ZAB 2840, ZRBx 1840 | Juli 2016        | STIF/RATP  | /    |
| 1841/42   | ZRBx 1841, ZBx 2841, ZB 3721, ZAB 2842, ZRBx 1842 | Juli 2016        | STIF/RATP  | /    |
| 1843/44   | ZRBx 1843, ZBx 2843, ZB 3722, ZAB 2844, ZRBx 1844 | August 2016      | STIF/RATP  | /    |
| 1845/46   | ZRBx 1845, ZBx 2845, ZB 3723, ZAB 2846, ZRBx 1846 | August 2016      | STIF/RATP  | /    |
| 1847/48   | ZRBx 1847, ZBx 2847, ZB 3724, ZAB 2848, ZRBx 1848 | August 2016      | STIF/RATP  | /    |
| 1849/50   | ZRBx 1849, ZBx 2849, ZB 3725, ZAB 2850, ZRBx 1850 | September 2016   | STIF/RATP  | /    |
| 1851/52   | ZRBx 1851, ZBx 2851, ZB 3726, ZAB 2852, ZRBx 1852 | September 2016   | STIF/RATP  | /    |
| 1853/54   | ZRBx 1853, ZBx 2853, ZB 3727, ZAB 2854, ZRBx 1854 | Oktober 2016     | STIF/RATP  | /    |
| 1855/56   | ZRBx 1855, ZBx 2855, ZB 3728, ZAB 2856, ZRBx 1856 | Oktober 2016     | STIF/RATP  | /    |
| 1857/58   | ZRBx 1857, ZBx 2857, ZB 3729, ZAB 2858, ZRBx 1858 | November 2016    | STIF/RATP  | /    |
| 1859/60   | ZRBx 1859, ZBx 2859, ZB 3730, ZAB 2860, ZRBx 1860 | November 2016    | STIF/RATP  | /    |
| 1861/62   | ZRBx 1861, ZBx 2861, ZB 3731, ZAB 2862, ZRBx 1862 | Dezember 2016    | STIF/RATP  | /    |
| 1863/64   | ZRBx 1863, ZBx 2863, ZB 3732, ZAB 2864, ZRBx 1864 | Dezember 2016    | STIF/RATP  | /    |
| 1865/66   | ZRBx 1865, ZBx 2865, ZB 3733, ZAB 2866, ZRBx 1866 | Januar 2017      | STIF/RATP  | /    |
| 1867/68   | ZRBx 1867, ZBx 2867, ZB 3734, ZAB 2868, ZRBx 1868 | Februar 2017     | STIF/RATP  | /    |
| 1869/70   | ZRBx 1869, ZBx 2869, ZB 3735, ZAB 2870, ZRBx 1870 | Februar 2017     | STIF/RATP  | /    |
| 1871/72   | ZRBx 1871, ZBx 2871, ZB 3736, ZAB 2872, ZRBx 1872 | Februar 2017     | STIF/RATP  | /    |
| 1873/74   | ZRBx 1873, ZBx 2873, ZB 3737, ZAB 2874, ZRBx 1874 | März 2017        | STIF/RATP  | /    |
| 1875/76   | ZRBx 1875, ZBx 2875, ZB 3738, ZAB 2876, ZRBx 1876 | März 2017        | STIF/RATP  | /    |
| 1877/78   | ZRBx 1877, ZBx 2877, ZB 3739, ZAB 2878, ZRBx 1878 | April 2017       | STIF/RATP  | /    |
| 1879/80   | ZRBx 1879, ZBx 2879, ZB 3740, ZAB 2880, ZRBx 1880 | April 2017       | STIF/RATP  | /    |